# Litóchoro
Litóchoro (franska: Litochoro) är en kommunhuvudort i Grekland.   Den ligger i prefekturen Nomós Pierías och regionen Mellersta Makedonien, i den norra delen av landet, 260 km norr om huvudstaden Aten. Litóchoro ligger 350 meter över havet och antalet invånare är 6 709.
Terrängen runt Litóchoro är varierad.  Närmaste större samhälle är Kateríni, 18,8 km norr om Litóchoro. Trakten runt Litóchoro består till största delen av jordbruksmark.